# هانز نوسلين
هانز نوسلين (بالألمانية: Hans Nüsslein) مواليد 31 مارس 1910 في نورنبرغ، جمهورية فايمار - الوفاة 28 يونيو 1991 في آلتنكيرشن، ألمانيا، كان لاعب كرة مضرب ألماني بدأ مسيرته كمحترف سنة 1926 وكان يلعب باليد اليمنى، اعتزل اللعب في 1957. أعلى تصنيف له في الفردي كان المركز الأول في سنة 1933.

## روابط خارجية
- هانز نوسلين على موقع قاعة مشاهير كرة المضرب الدولية (الإنجليزية)